# Bugatti Veyron
Bugatti Veyron je třetí nejvýkonnější sériově vyráběný osobní automobil na světě. Je pojmenován podle automobilového závodníka Pierra Veyrona, který v roce 1939 vyhrál závod 24 hodin Le Mans s vozem Bugatti Type 57C Tank. V roce 2005 vytvořil světový rychlostní rekord v kategorii sériově vyráběných vozidel o hodnotě 407,16 km/h.
Akceleruje z 0 na 100 km/h za 2,5 sekundy a z 0 na 300 km/h za 17 sekund. Délka 4 465 mm, šířka 2 000 mm, rozvor 2 710 mm, vysoký 1 204 mm a pohotovostní hmotnost je 1 888 kg. Na podzim roku 2007 byl rychlostní rekord překonán vozem SSC Ultimate Aero TT, který dosáhl rychlosti 412,23 km/h a Barabus TKR, který dosahuje rychlosti 440 km/h. Jeho design vytvořil slovenský designéř z Náměstova Jozef Kabaň. Od roku 2008 se vyrábí i verze Grand Sport, což je Veyron s odnímatelnou střechou (karoserie targa).
Produkční automobil byl představen na autosalonu ve Vídni v roce 2005, sériová produkce začala v září téhož roku.
Za velkými koly se ukrývají unikátní keramické brzdy. Při sešlápnutí brzdového pedálu pomáhá ABS a při rychlosti vyšší 200 km/h se vysouvá přítlačné křídlo na zádi, díky čemuž dokáže Veyron zabrzdit z 400 km/h za necelých 9 s. Motor je vidlicový šestnáctiválec do WR, má zdvihový objem 7 963 cm³, dosahuje 736 kW (tj. 1 001 koní) při 6 000 ot./min a nejvyšší točivý moment 1 250 Nm je k dispozici mezi 2 200 a 5 500 ot./min.; tj. křivky výkonu a toč. momentu nemají překryv. Převodovka DSG byla vyvíjena společně s firmou Ricardo a má sedm rychlostních stupňů. Pohon všech kol je zajišťován pomocí mezinápravové spojky Haldex umístěné u přední nápravy.
Veyron má celkem 9 chladičů. Tři chladiče motoru, tři mezichladiče, jeden chladič pro olej poloosy, jeden pro motorový olej a jeden pro hydraulickou kapalinu pro zdvih zadního přítlačného křídla. Vše doplňuje ještě dvojice vzduchových kanálů.
Rekordní hodnoty se týkají také spotřeby a ceny. Ve městě má Bugatti Veyron spotřebovat 40,4 l/100 km, mimo město 14,7 l/100 km, kombinovaná spotřeba činí 24,1 l/100 km. Těmto hodnotám odpovídají také gigantické emise CO2 960 g/km ve městě, 350 g/km mimo město a 574 g/km v kombinovaném provozu. Teoretický dojezd se stolitrovou palivovou nádrží činí jen o málo více než 400 km, v praxi to však bude asi ještě méně.
Přestože cena vozu je přes jeden milion eur, je o automobil hodně velký zájem. Těchto vozů se vyrábí pouze 75 ročně, proto je čekací doba velmi dlouhá. Vůz vlastní i 2 Češi.
Z důvodů exkluzivity vozu bude vyrobeno pouze 300 ks, což znamená, že kvůli velkým problémům a průtahům při vývoji vozu (problémy s přítlakem přední nápravy, vůz se při vyšších rychlostech nedokázal udržet na silnici) na výrobě Bugatti nevydělá ani euro, jeden vůz totiž stojí cca 1 000 000£, výroba ale stojí pětkrát tolik. Jedná se o jeden z nejztrátovějších projektů supersportovních vozů.
V pořadu Top Gear byl Veyron nejprve prohlášen za Auto roku 2005 a Auto snů roku 2005 a na konci roku 2009 byl vyhlášen automobilem desetiletí (2000–2009). Avšak ve S4E12 prohrál duel na dráze Top Gearu proti Pagani Zonda Roadster F a celkově tedy Veyron skončil na pátém místě, s časem 1 minuta 18,3 sekundy (Zonda zajela čas 1 minuta 17,8 sekundy, tedy na čtvrtém místě).
Od roku 2010 se vyrábí i verze Super Sport s maximální rychlostí až 431 km/h (elektronicky omezena na 415 km/h, jelikož neexistují pneumatiky, které by vydržely delší jízdu při tak vysoké rychlosti), která byla vyrobena v 30 kusech.
Na autosalonu v Ženevě v roce 2012 byl představen model Grand Sport Vitesse, který bez omezovače dosáhl maximální rychlosti 408 km/h (pro normální silnice omezena na 375 km/h) a stal se tak nejrychlejším produkčním roadsterem na světě.

## Technická data

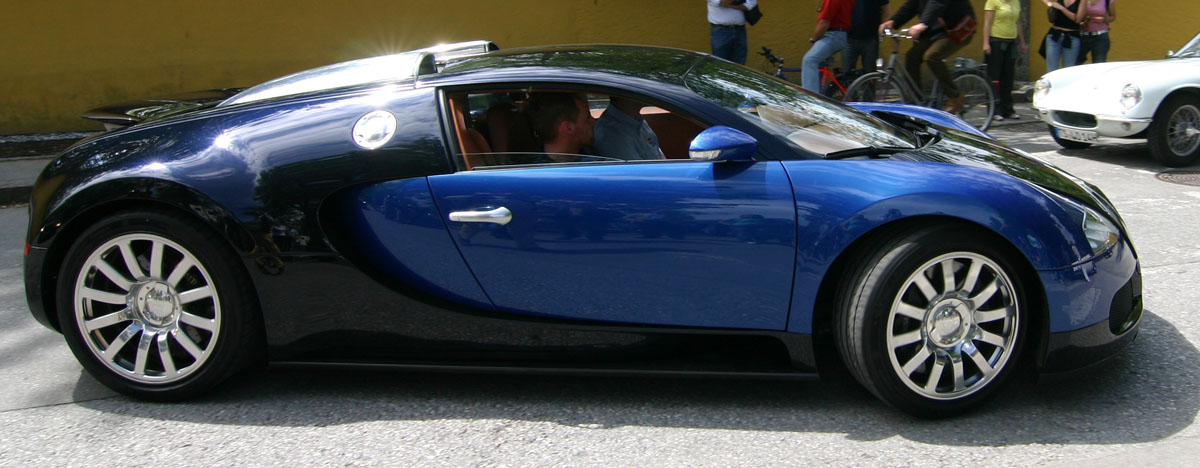
Boční pohled

- Výkon: 736 kW – 1 001 koní při 6 000 ot./min (Super Sport: 882 kW – 1 200 k při 6 400 ot./min.)
- Max. rychlost: 407,5 km/h (Super Sport: 415 km/h)
- Max. točivý moment: 1 250 Nm od 2 200 do 5 500 ot./min. (Super Sport: 1 500 Nm od 3 000 do 5 000 ot./min.)
- Zrychlení: 0–100 km/h: 2,5 s, 0–200 km/h: 7,3 s, 0–300 km/h: 16,7 s (Super Sport: 2,5 s, 6,7 s a 14,6 s)
- 407–0 km/h: 10 s podle výrobce